# Schizocosa semiargentea
Schizocosa semiargentea är en spindelart som först beskrevs av Simon 1898.  Schizocosa semiargentea ingår i släktet Schizocosa och familjen vargspindlar.
Artens utbredningsområde är Peru. Inga underarter finns listade i Catalogue of Life.